# Carpe Diem (Yellow Generation)
CARPE DIEM è il primo album del gruppo musicale giapponese YeLLOW Generation, pubblicato l'11 dicembre 2002.

## L'album
Si tratta del primo full-length della band. Anticipato dai singoli Lost Generation, Kitakaze to Taiyō (北風と太陽?) e CARPE DIEM ~Ima, kono Shunkan o Ikiru~ (CARPE DIEM~今,この瞬間を生きる~?), l'album ottenne un buon successo in termini di vendite.

## Tracce
Testi e musiche di Yuki Suzuki, Yūko Asami e Hitomi Watanabe, tranne dove indicato.
1. Open your eyes – 1:04
2. CARPE DIEM ~Ima, kono Shunkan o Ikiru~ (CARPE DIEM~今,この瞬間を生きる~?) – 6:36
3. Kitakaze to Taiyō (北風と太陽?) (Yuki Uchida) – 5:17
4. Nigemizu ~Like a road mirage~ (逃げ水～Like a road mirage～?) – 4:27
5. Lost Generation – 5:42
6. Another “Myself” – 4:25
7. Hadaka no Osama (裸の王様?) – 3:57
8. 2880316 ~Chikyū Saigo no Hi no Minasama e~ (2880316～地球最後の日の皆様へ?) – 4:02
9. Christmas Card – 4:44
10. Hozuki (鬼灯?) – 5:57
11. I will never forget ~Mou hitotsu no riyuu~ (I will never forget.～もうひとつの理由～?) – 4:54
12. And just open your heart – 1:14

## Singoli
- Lost Generation (5 giugno 2002)
- Kitakaze to Taiyō (21 agosto 2002)
- CARPE DIEM ~Ima, kono Shunkan o Ikiru~ (20 novembre 2002)

## Formazione
- Yuki – voce
- Yūko – voce
- Hitomi – voce